# Johan Neeskens
Johannes Jacobus »Johan« Neeskens (nizozemsko: [ˈjoːɦɑ ˈneːskəns]), nizozemski nogometaš in trener, * 15. september 1951, Heemstede, Nizozemska, † 6. oktober 2024, Alžirija.
Jacobus je igral na položaju vezista in bil pomemben člen nizozemske reprezentance, ki je osvojila naslova svetovnega podprvaka v letih 1974 in 1978. Večji del kariere je igral za kluba Ajax in Barcelona, velja za enega najboljših vezistov vseh časov. Leta 2004 je bil uvrščen na seznam 100-ih najboljših še živečih nogometašev, leta 2017 pa na 64. mesto lestvice stotih najboljših nogometašev vseh časov FourFourTwo.
Po upokojitvi je deloval kot pomočnik selektorja Guusa Hiddinka v nizozemski in avstralski reprezentanci ter Franka Rijkaarda v nizozemski reprezentanci ter klubih Barceloni in Galatasarayu. Kot glavni trener je vodil NEC Nijmegen, nizozemsko B reprezentanco in Mamelodi Sundowns.